# Pepa Toribio
Pepa Toribio és professora d'investigació ICREA al Departament de Filosofia de la Universitat de Barcelona. Doctora en Filosofia per la Universitat Complutense de Madrid, va treballar com a professora al Departament de Lògica i Filosofia de la Ciència entre el 1989 i el 1991. Posteriorment va estar becada per treballar a l'Escola de Ciències Cognitives i de Computació de la Universitat de Sussex (1991-1993). Ha estat professora a la Universitat Washington a Saint Louis (1993-2000), a la Universitat de Sussex (2000-2002), a la Universitat d'Indiana (2002-2004) i a la Universitat d'Edimburg (2004-2008). Des de l'any 2008 és professora d'investigació ICREA a la Universitat de Barcelona, on forma part del grup LOGOS (Grup de Recerca en Filosofia Analítica). És presidenta de la Societat Espanyola de Filosofia Analítica (SEFA) des del 2010.